# Multiplicitat
En matemàtiques, la multiplicitat d'un membre d'un multiconjunt és el nombre de vegades que aquest pertany al multiconjunt. Per exemple, aquest terme s'utilitza per referir-se al nombre de vegades que un cert polinomi té arrel en un punt determinat. La raó més habitual per considerar nocions de multiplicitat és per comptar sense especificar excepcions (per exemple, especificar que les arrels dobles es compten dues vegades). D'aquí l'expressió comptat amb multiplicitat (a vegades implícita).
En àlgebra lineal, la multiplicitat algebraica d'un valor propi λ d'una matriu A és l'ordre de λ com a zero del polinomi característic de A; en altres paraules, si λ és una de les arrels del polinomi, la multiplicitat algebraica és igual al nombre de factors (t - λ) en el polinomi característic, un cop factoritzat. Una matriu n×n té n valors propis, comptats d'acord amb la seva multiplicitat algebraica, ja que el polinomi característic té grau n. Un valor propi de multiplicitat algebraica 1 rep el nom de «valor propi simple».

## Multiplicitat d'un factor primer
En la factorització (descomposició en producte de factors primers o factorització en nombres primer) 
60 = 2 × 2 × 3 × 5
la multiplicitat de 2 és 2; la de 3 és 1, i la de 5 és 1.

## Multiplicitat de l'arrel d'un polinomi
Sigui {\displaystyle F} un camp i {\displaystyle p(x)} un polinomi d'una variable amb coeficients en {\displaystyle F}. Un element {\displaystyle a};{\displaystyle F} s'anomena arrel de multiplicitat {\displaystyle k} de {\displaystyle p(x)} si existeix un polinomi {\displaystyle s(x)} tal que {\displaystyle s(a)} ≠ {\displaystyle 0} i {\displaystyle p(x)} = {\displaystyle (x-a)^{k}s(x)}. Si {\displaystyle k=1}, aleshores {\displaystyle a} rep el nom de arrel simple.
Per exemple el polinomi {\displaystyle p(x)=x^{3}+2x^{2}-7x+4} té {\displaystyle 1} i {\displaystyle -4} com a arrels, i pot escriure's com {\displaystyle p(x)=(x+4)(x-1)^{2}}. Això significa que {\displaystyle 1} és una arrel de multiplicitat {\displaystyle 2}, i {\displaystyle -4} és una arrel 'simple' (multiplicitat {\displaystyle 1}).

## Multiplicitat de zero d'una funció
Sigui {\displaystyle I} un interval d'R i {\displaystyle f} una funció de {\displaystyle I} a R o C i {\displaystyle c} ∈ {\displaystyle I} sigui un zero de {\displaystyle f}, per exemple, un punt tal que {\displaystyle f(c)=0}. El punt {\displaystyle c} pren el nombre de zero de multiplicitat {\displaystyle k} de {\displaystyle f} si existeix un nombre real {\displaystyle l} ≠ {\displaystyle 0} tal que 
{\displaystyle \lim _{x\to c}{\frac {|f(x)|}{|x-c|^{k}}}=\ell .}
De forma més general, sigui {\displaystyle f} una funció d'un subconjunt obert {\displaystyle A} d'un espai vectorial amb norma {\displaystyle E} en un espai vectorial amb norma {\displaystyle F}, i sigui {\displaystyle c} ∈ {\displaystyle A} zero de {\displaystyle f}, per exemple, un punt tal que {\displaystyle f(c)} = {\displaystyle 0}. El punt {\displaystyle c} ren el nom de zero de multiplicitat {\displaystyle k} de {\displaystyle f} si existeix un nombre real {\displaystyle l} ≠ {\displaystyle 0} tal que 
{\displaystyle \lim _{x\to c}{\frac {\|f(x)\|_{\mathcal {F}}}{\|x-c\|_{\mathcal {E}}^{k}}}=l.}
El punt {\displaystyle c} s'anomena zero de multiplicitat ∞ de {\displaystyle f} si par cada {\displaystyle k}, es compleix que
{\displaystyle \lim _{x\to c}{\frac {\|f(x)\|_{\mathcal {F}}}{\|x-c\|_{\mathcal {E}}^{k}}}=0.}
Exemple 1. Donat que
{\displaystyle \lim _{x\to 0}{\frac {|\sin x|}{|x|}}=1,}
0 és un zero de multiplicitat 1 de la funció sinus.
Exemple 2. Donat que
{\displaystyle \lim _{x\to 0}{\frac {|1-\cos x|}{|x|^{2}}}={\frac {1}{2}},}
0 és un zero de multiplicitat 2 de la funció {\displaystyle 1-\cos }.
Exemple 3. Consideris la funció {\displaystyle f} de R en R tal que {\displaystyle f(0)=0} i que {\displaystyle f(x)=\exp(1/x^{2})} quan {\displaystyle x} ≠ {\displaystyle 0}. Aleshores, donat que
{\displaystyle \lim _{x\to 0}{\frac {|f(x)|}{|x|^{k}}}=0} per tot {\displaystyle k} ∈ N
0 és un zero de multiplicitat ∞ per la funció {\displaystyle f}.

## Enanàlisi complexa
Sigui {\displaystyle z_{0}} una arrel d'una funció holomorfa {\displaystyle f}, i {\displaystyle n} l'últim enter positiu {\displaystyle m} tal que, la m-èsima derivada de {\displaystyle f} avaluada en {\displaystyle z_{0}} és diferent de zero. Aleshores la sèrie de potències de {\displaystyle f} sobre {\displaystyle z_{0}} comença amb el terme n-èsim, i {\displaystyle f} aleshores té arrel de multiplicitat (o “ordre”) {\displaystyle n}. Si {\displaystyle n=1}, l'arrel rep el nom d' arrel simple (Krantz 1999, p. 70).